# Everyday (Bon Jovi)
Everyday è una canzone dei Bon Jovi, scritta da Jon Bon Jovi, Richie Sambora, e Andreas Carlsson. Fu estratta come primo singolo dall'ottavo album in studio del gruppo, Bounce, nell'agosto del 2002. Raggiunse il primo posto delle classifiche in Canada e Spagna, la quinta posizione della Official Singles Chart britannica e la posizione numero 38 della Billboard Hot 100 statunitense.
Una versione acustica della canzone è presente nel disco This Left Feels Right, e quindi anche nel relativo DVD This Left Feels Right Live. Inoltre, appare nella colonna sonora del videogioco sportivo Madden NFL 2003.

## Informazioni sulla canzone
Everyday tratta delle tematiche dell'indipendenza e della voglia di sfidare il mondo, proponendo un testo per certi versi molto simile a quello del precedente singolo del gruppo, It' My Life, e del successivo Have a Nice Day.
Parlando della canzone in un'intervista, il cantante Jon Bon Jovi ha affermato:
Il chitarrista Richie Sambora, invece, ha aggiunto: 

## Videoclip
Si dice che il videoclip di Everyday sia stato diretto da Joseph Kahn, ma di ciò non si ha una reale conferma, dal momento che sul sito ufficiale del regista non viene riportata alcuna sua partecipazione in tale video. Il clip mostra i Bon Jovi esibirsi in Nuovo Messico, nelle vicinanze del Very Large Array (stessa località in cui è stata scattata la foto per la copertina dell'album Bounce), mentre in diverse città di tutto il mondo appaiono numerosi televisori rosse su cui schermo appare il gruppo stesso. La gente che viene mostrata in questi luoghi sembra essere annoiata, ma appena guarda le immagini dei Bon Jovi, sembra iniziare a divertirsi.
Importante istantanee che ci vengono mostrate nel video sono:
- A Londra, Inghilterra: i televisori rossi che cadono nei pressi del Big Ben.
- Nella Savana, in Africa: i membri di una tribù che saltano con una corda e ballano intorno a un falò.
- Ad Agra, India: dei giovani che pattinano nelle vicinanze del Taj Mahal.
- A L'Avana, Cuba: una ragazza che gioca a baseball con degli amici in mezzo alla strada.
- A Mosca, Russia: i televisori rossi che cadono nei pressi della cattedrale di San Basilio.
- A New York, Stati Uniti: una ragazza che cammina e salta attraverso il finestrino di un taxi a Times Square.
- A Sarajevo, Bosnia ed Erzegovina: della gente che vola alcuni aeroplanini di carta in uno stadio di calcio.
- In alcune frontiere dell'Israele: un soldato con delle guardie all'ingresso di alcuni veicoli.
- A Tokyo, Giappone: delle ragazze che giocano con un ologramma per le strade della città.
- A Roma, Italia: una coppia di amanti che si bacia davanti al Colosseo.

## Classifiche

### Classifiche settimanali
| Classifica (2002)             | Posizione massima |
| ----------------------------- | ----------------- |
| Australia                     | 5                 |
| Austria                       | 9                 |
| Belgio (Fiandre)              | 22                |
| Belgio (Vallonia)             | 8                 |
| Brasile                       | 39                |
| Canada                        | 1                 |
| Danimarca                     | 12                |
| Europa                        | 6                 |
| Finlandia                     | 3                 |
| Francia                       | 93                |
| Germania                      | 7                 |
| Giappone                      | 24                |
| Irlanda                       | 11                |
| Italia                        | 7                 |
| Paesi Bassi                   | 6                 |
| Regno Unito                   | 5                 |
| Romania                       | 17                |
| Spagna                        | 1                 |
| Stati Uniti                   | 118               |
| Stati Uniti (adult top 40)    | 39                |
| Stati Uniti (mainstream rock) | 39                |
| Stati Uniti (pop)             | 40                |
| Svezia                        | 6                 |
| Svizzera                      | 6                 |
| Ungheria                      | 4                 |

### Classifiche di fine anno
| Classifica (2002) | Posizione |
| ----------------- | --------- |
| Regno Unito       | 183       |
| Svizzera          | 79        |

## Formazione
- Jon Bon Jovi - voce
- Richie Sambora - chitarra, talkbox, seconda voce
- David Bryan - tastiere, seconda voce
- Hugh McDonald - basso
- Tico Torres - batteria, percussioni